# Biblioteca rusească de stat
Biblioteca rusească de stat (rusă Российская государственная библиотека) este o bibliotecă națională a Rusiei, situată în Moscova.